# Athelas Sinfonietta
Athelas Sinfonietta eller Athelas Sinfonietta Copenhagen er et dansk kammerensemble med fokus på ny kompositionsmusik baseret i København.
Ensemblet er oprettet i 1990 og består i øjeblikket af ca. 14 musikere. Det et såkaldt basisensemble, der opererer under en rammeaftale med Statens Kunstfond, og derved kan opnå tilsagn om tilskud gennem en 4-årig periode. Til gengæld må ensemblet levere en detaljeret plan for sin virksomhed.
I overensstemmelse med rammeaftalen søger Athelas at præsentere projekter med den ny kompositionsmusik fra det 20. århundrede, ny musik fra dette århundrede og endelig ønsker man at præsentere den ny musik i specielle projekter for børn og unge, alt sammen tit som samarbejdsprojekter med andre ensembler, teatre, festivaler, dansekompagnier m.m. i ind- og udland. Gennem sin levetid har ensemblet angiveligt opført over 600 musikværker af forskellig længde, heraf mange uropførelser, men det spiller også musik komponeret for 30-40 år siden.
Gruppen var statsensemble fra 1999-2002.
I regnskabet for 2015 ses, at driften finansieres af staten og Københavns Kommune med ca. 44 %, forskellige private fonde med ca. 34 % og af ensemblets egenindtægter med ca. 22 %.